# Burlington (Vermont)
 For alternative betydninger, se Burlington. (Se også artikler, som begynder med Burlington)
Burlington er en amerikansk by og administrativt centrum i det amerikanske county Chittenden County, i staten Vermont. I 2003 havde byen et indbyggertal på 38.889. I Metropolitan Statistical Area, som udgør de tre amtskommuner (Ch., Franklin County i nord, Grand Isle County i nordvest grænsende til New York) i det nordvestligste Vermont, bor der over 200.000 mennesker.

## Ekstern henvisning
- Wikimedia Commons har flere filer relateret til Burlington (Vermont)
- Burlingtons hjemmeside (engelsk) Arkiveret 1. december 2011 hos  Wayback Machine